# Roque ai Giochi della III Olimpiade
La competizione di roque ai Giochi della III Olimpiade fu l'unica volta in cui questa disciplina è stata praticata in una manifestazione olimpica. Gli Stati Uniti erano l'unica nazione ad avere atleti partecipanti. 

## Gara maschile individuale
| Pos. | Atleta          | Nazione     |
| ---- | --------------- | ----------- |
| 1    | Charles Jacobus | Stati Uniti |
| 2    | Smith Streeter  | Stati Uniti |
| 3    | Charles Brown   | Stati Uniti |